# A Mexicana de Aviación 940-es járatának katasztrófája
A Mexicana de Aviación 940-es járatának katasztrófája a mexikói légi közlekedés történetének legtöbb halálos áldozatot követelő szerencsétlensége volt. Az 1986. március 31-én, Michoacán és México államok határvidékén történt balesetben 166-an vesztették életüket.

## Története
A Veracruz névre keresztelt, XA-MEM azonosítójú gép 1986. március 31-én, hétfőn, 8:40-kor szállt fel Mexikóvárosban, célja Puero Vallarta és Mazatlán érintése után Los Angeles lett volna. Mintegy 35 perccel a felszállás után a bal oldali kerék gumiabroncsa felrobbant, a robbanás megrongálta az elektromos kábelek és az üzemanyag-vezetékek egy részét is, a kifolyó üzemanyag pedig az elektromos szikráktól lángra kapott. A kapitány a mexikóvárosi irányítótoronytól előbb engedélyt kért a visszafordulásra, ám a kommunikáció 9:11-kor megszakadt. A tűz átterjedt a repülő több részére is, amely emiatt a Maravatío de Ocampótól 15 km-re keletre, a Nyugati-Sierra Madre hegységben található Cerro El Calvario nevű hegynek csapódott. A fedélzeten tartózkodó 158 utas és 8 főnyi személyzet kivétel nélkül életét vesztette. A későbbi vizsgálatok kimutatták, hogy a katasztrófát az okozta, hogy a kereket nitrogén helyett levegővel fújták fel.
A kapitány a 35 éves Carlos Guadarrama Sixtos volt, aki 14 évnyi tapasztalattal és több mint 15 000 repült órával rendelkezett. A gépen utazott felesége, Graciela Flores de Guadarrama (aki 1966-ban már túlélt egy 40 halottat követelő légikatasztrófát) és két gyermekük, Juan és Graciela is. Az elsőtiszt a 34 éves Pillip L. Piaget Rohrer volt, a másodtiszt a 29 éves Ángel Carlos Peñasco Espinoza. A személyzet többi tagja: María Esther Guadaña Macías, María Emilia Bourlon Cuéllar, Ana Leticia Pérez Neyra, Rafael Mújica Alarcón és Ricardo Zúñiga Escobar. Az utasok között volt Guillermo Sánchez, Hugo Sánchez labdarúgó unokatestvére, négy svéd, több amerikai, valamint egy nyolcfős francia család is, köztük Xavier Lartilleux üzletember.
A balesetet San Miguel el Alto és Pomoca falvak lakói látták. Többen rögtön megkeresték a roncsokat, és a szerteszét heverő holttestek között fosztogatni kezdték a még hasznosítható, mintegy 500 méteres körben szétszóródott értékeket. Egy szemtanú szerint volt köztük olyan is, aki egy halott ujját levágta, hogy megszerezze az azon levő aranygyűrűt. Helikopteren a helyszínre érkezett Amadeo Castro Almanza, a légitársaság biztonsági igazgatója is. A napokig tartó kutatás eredményeképpen a holttesteket később műanyag zsákokba csomagolták, és egy mexikóvárosi hangárba szállították, hogy hozzátartozóik azonosíthassák az elhunytakat.